# Kerteminde
Kerteminde è un centro abitato della Danimarca situato nella regione della Danimarca Meridionale (Syddanmark) sulla costa nord-orientale dell'isola della Fionia. È capoluogo e sede amministrativa del comune omonimo.